# Фаулер, Карен Джой
Карен Джой Фаулер (род. 7 февраля 1950) — американская писательница, автор романов в жанре научной фантастики, фэнтези, и мейнстримной художественной прозы. По мотивам её романа Книжный клуб Джейн Остен был снят фильм Жизнь по Джейн Остен.

## Биография
Фаулер родилась в городе Блумингтон, Индиана, где провела первые одиннадцать лет. Затем её семья переехала в Пало Альто, штат Калифорния. Фаулер училась в Калифорнийском университете в Беркли. Лауреат престижных премий: премии ПЕН/Фолкнер, Небула, и др. В настоящее время проживает в городе Дейвис, штат Калифорния.